# Sigge Wulff
Sigge Wulff, egentligen Bror Sigfrid Lindgren, född 4 november 1869 i Kristianstad, död 7 januari 1892 i Stockholm, var en svensk varieté- och kuplettsångare. 

## Biografi
Sigge Wulff föddes år 1869 i det så kallade Kungshuset på Västra Storgatan 39 i Kristianstad. Hans artistnamn Wulff är bildat från moderns flicknamn, Wolf. Den 16 maj 1889 uppträdde Wulff för första gången som sångare i Lund och han ackompanjerades av sin mors svåger Eduard Schmidt. Under sommaren samma år följde han med Schmidts kapell bland annat till olika badorter, såsom Motala-Medevi i juni, Marstrand vid midsommar och vidare till Borås och Hjo. I oktober besökte turnén Gävle och längre fram på året nådde Wulff Stockholm, där han uppträdde på Mosebacke.
Från januari 1890 uppträdde Wulff på Alhambra på Djurgården. I april åkte han på ny turné i landsorten med Schmidts kapell, bland annat till Malmö och Eslöv. Under sommaren var Sigge Wulff tillbaka i Stockholm och uppträdde på Victoria-teatern på Stockholms Tivoli, förmodligen i början av juli. Det var under denna tid som han blev alltmer omskriven och omtyckt av stockholmarna. 
Under ett kort engagemang vid Kristiania Tivoli under den tidiga hösten blev han sjuk, och därefter kom han aldrig helt att återhämta sig. I oktober och november åkte han med Schmidtska kapellet på en åtta dagars sejour till Helsingborg.
År 1891 började med ett gästspel i Helsingfors från januari till april. Den 22 juni besökte Wulff doktor Jonas Rudberg i Stockholm. Det konstaterades att ena lungan var angripen av tuberkulos. Den 3 juli gav Sigge Wulff en föreställning på Tivoli, hans enda innan han lades in på Mörsils sanatorium i Jämtland. Detta hemlighölls och istället sades det att han skulle på badsejour till Södertälje. 
Den 16 augusti var han tillbaka på Victoria-teatern på Tivoli och den 26 september meddelades att Berns engagerat Wulff från den 22 oktober, där han uppträdde som kuplettsångare i kostymering som militär, sjöman och som en snobbtyp, kallad grilljanne. I rollen som grilljanne sjöng han bland annat sitt stora slagnummer "Kalle P". Han uppträdde där året ut, tills tuberkulosen slutligen tog hans liv strax efter årsskiftet.

## Eftermäle

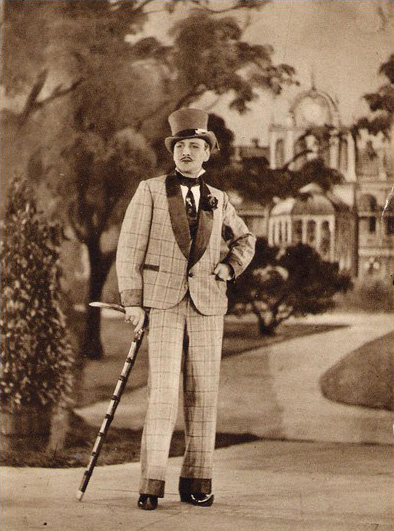
Gösta Ekman som Sigge Wulff i grilljanne-kostymering, cirka 1930.

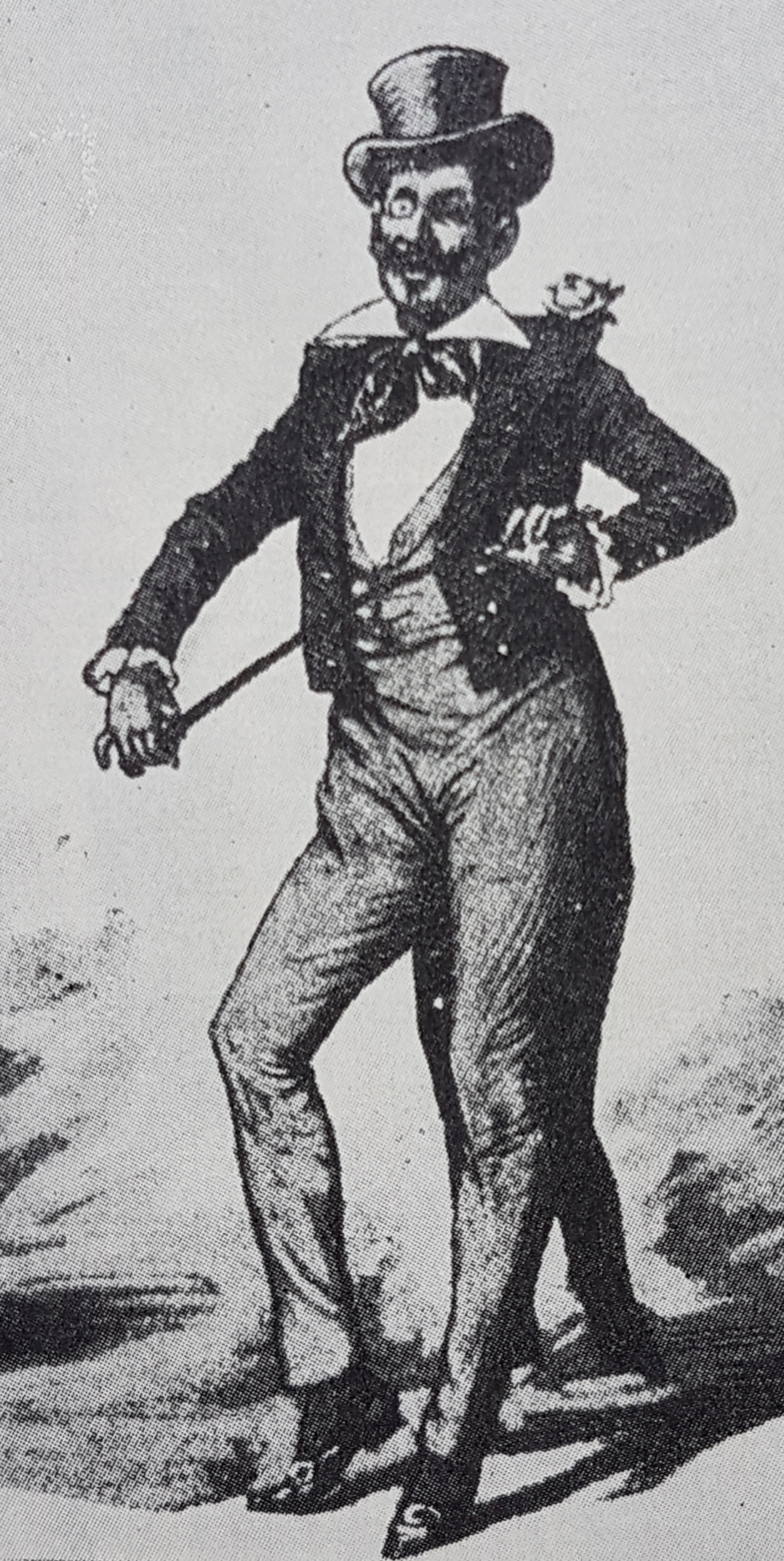
Samtida karikatyr av Sigge Wulff i rollen som grilljanne.

Sigge Wulff dog den 7 januari 1892 och jordfästningen ägde rum den 10 januari. Från Jakobsgatan till Norra kyrkogården gick liktåget, som bestod av ett 50-tal slädar. Överallt stod människor längs gatorna och mer än tvåtusen personer samlades vid graven. 
Veckan efter Wulffs död visades han som vaxfigur på vaxkabinettet Svenska Panoptikon, iförd originalkläder som tillhandahållits genom den dödes mor. Efter hans död framträdde åtskilliga varietésångare med Wulff-imitationer. Mest lyckosam av dessa blev Hilding Nihlén som under flera år framgångsrikt turnerade i Skandinavien, föreställande den Wulffska scensnobben.
Gösta Ekman gjorde i början av 1930-talet framträdanden som Sigge Wulff, däribland på en kortfilm, varför många kommit att i första hand förknippa Wulffs gamla paradnummer som "Kalle P", "Qvinnor och champagne" och "Isabella" med Ekman (Wulff kan dock rimligen aldrig ha sjungit "Isabella" – den skrevs 1892, och Wulff avled redan den 7 januari det året. Då Gösta Ekman var född 1890 är det även tämligen osannolikt att han – som han påstod – skulle ha barndomsminnen av Wulff från stockholmsscenerna.). 
Jan Malmsjö har plockat upp Wulff-sånger, utan att för den skull göra direkt imitation.

## Ur Wulffs repertoar
- Kalle P ("Vill ni se Kalle P?")[4]
- Ki-Katarina
- Min vän Lindeman
- Kvinnor och champagne [5] ("Att vara med om slik kampanj...")